# Silz, Tyrolen
Silz är en ort och  kommun i distriktet Imst i förbundslandet Tyrolen i Österrike. 
Kommunen består av två orter (Ortschaften) (inom parentes invånarantal 1 januari 2024) :
- Kühtai (36)
- Silz (2 604)